# NGC 3553
NGC 3553 је елиптична галаксија у сазвежђу Велики медвед која се налази на NGC листи објеката дубоког неба.
Деклинација објекта је + 28° 41' 9" а ректасцензија 11h 10m 40,3s. Привидна величина (магнитуда) објекта NGC 3553 износи 14,1 а фотографска магнитуда 15,1. NGC 3553 је још познат и под ознакама MCG 5-27-4, CGCG 156-6, CGCG 155-85, NPM1G +29.0207, * or gxy 10"" sf, PGC 33933.